# Баннок (перевал)
Баннок (англ. Bannock Pass) — это высокогорный перевал в горах Биверхед, части хребта Биттеррут в Скалистых горах. Перевал находится на границе штатов Монтана и Айдахо по линии континентального водораздела, на высоте 7684 фута (2342 м) над уровнем моря. Перевал пересекает дорога (шоссе 29 штата Айдахо и второстепенное шоссе 324 штата Монтана), ведущая из Лидора, штат Айдахо, в Диллон, штат Монтана.
Данный перевал не следует путать с одноименным перевалом Баннак, расположенным примерно в 33 милях (53 км) к юго-востоку, который также находится в горах Биверхед, на границе Монтаны и Айдахо, и на Континентальном водоразделе, и который имеет практически такую же высоту (7679 футов [2341 м]).

## История
Перевал назван в честь коренного американского народа Банноки.
В 1909 и 1910 годах через этот район была проложена железная дорога Гилмор-Питтсбург. Для того, чтобы не перегружать рельеф, железнодорожники использовали ответвления по обе стороны хребта и пробурили туннель под вершиной несколько восточнее нынешнего пересечения с шоссе. Железная дорога была заброшена в 1939 году.